# Landaville
Landaville ist eine französische Gemeinde im Département Vosges in der Region Grand Est (bis 2015 Lothringen). Sie gehört zum Arrondissement Neufchâteau und zum Gemeindeverband Ouest Vosgien. Die Bewohner nennen sich Landavillois(es).

## Geografie, Infrastruktur
Die Gemeinde Landaville liegt zehn Kilometer südöstlich von Neufchâteau und grenzt im Norden an Tilleux, im Nordosten an Rouvres-la-Chétive, im Osten an Ollainville, im Südosten an Aulnois, im Süden an Beaufremont und Lemmecourt, im Südwesten an Jainvillotte sowie im Westen an Circourt-sur-Mouzon.
Landaville liegt an der ehemaligen Route nationale 64. Der Haltepunkt Landaville an der Bahnlinie von Neufchâteau nach Gironcourt-sur-Vraine (ursprünglich bis Épinal) wird nur noch von Güterzügen passiert.

## Bevölkerungsentwicklung
| Jahr                       | 1962 | 1968 | 1975 | 1982 | 1990 | 1999 | 2006 | 2012 | 2020 |
| Einwohner                  | 320  | 336  | 324  | 339  | 301  | 314  | 312  | 301  | 298  |
| Quellen: Cassini und INSEE |      |      |      |      |      |      |      |      |      |

## Sehenswürdigkeiten
- Schloss Landaville, erbaut im 16. Jahrhundert
- Kirche Assomption-de-Notre-Dame (Mariä Himmelfahrt), erbaut im 18. Jahrhundert, Monument historique

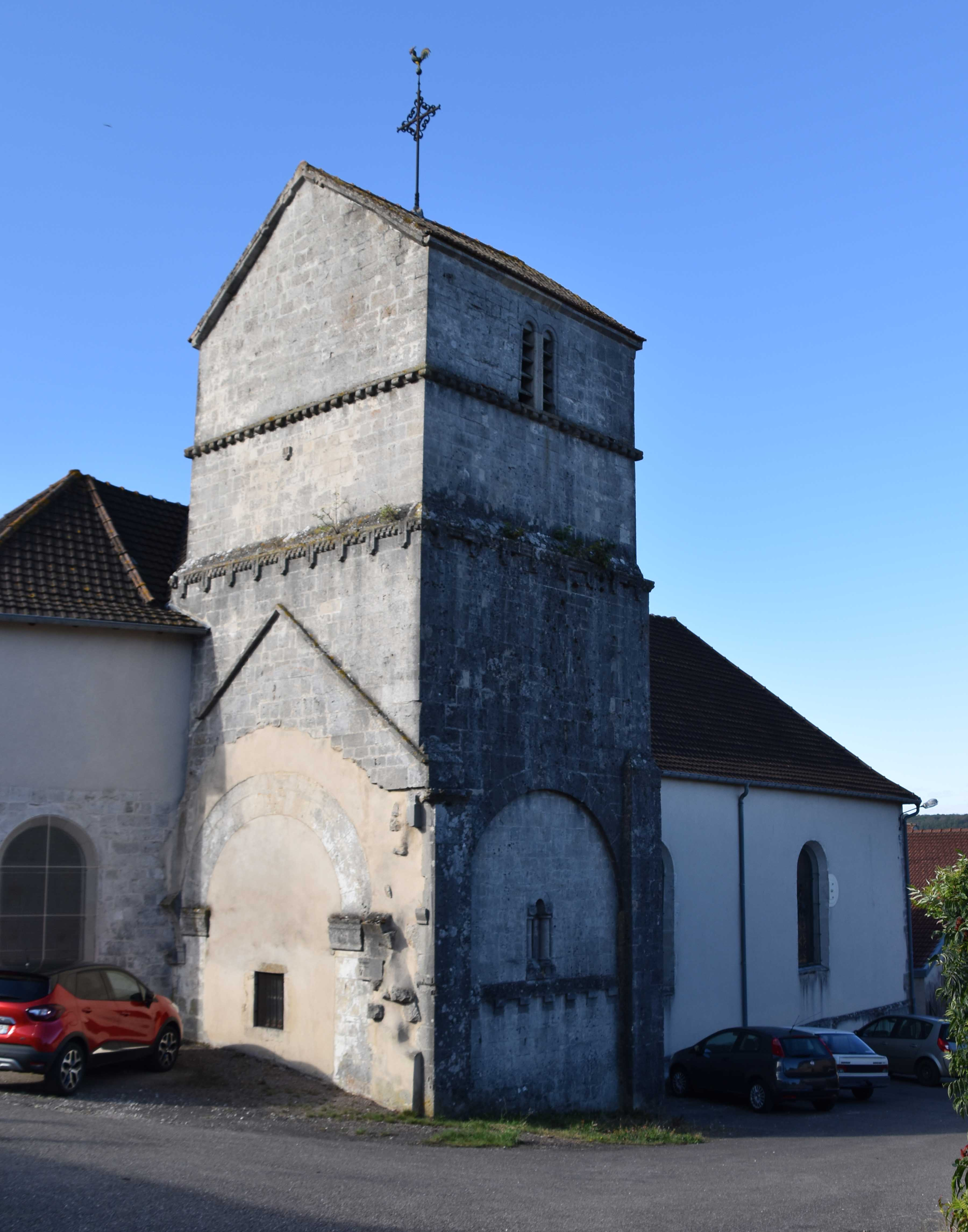
Kirche Mariä Himmelfahrt
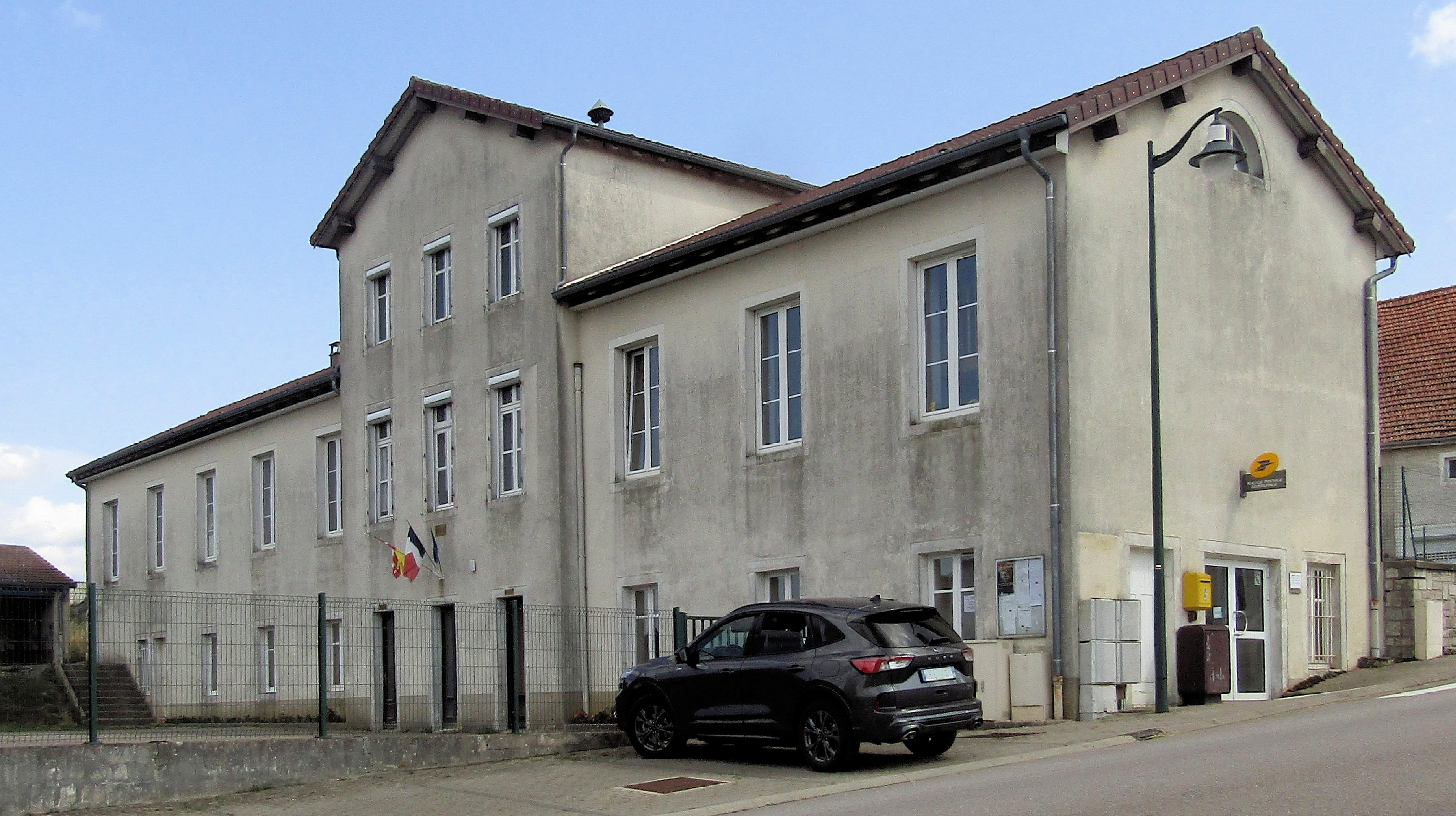
Rathaus, Schule und Postamt in Landaville